# Botic van de Zandschulp
Botic van de Zandschulp (født 4. oktober 1995 i Wageningen, Holland) er en professionel tennisspiller fra Holland.